# 佐藤敦之
佐藤 敦之（さとう あつし、1978年5月8日 - ）は、福島県会津若松市出身（出生地は福島県河沼郡会津坂下町）の男子陸上競技（長距離種目・マラソン）の元選手・指導者。身長170cm。
ハーフマラソン元日本男子記録保持者（1時間0分25秒）。ほか主な実績に各男子マラソン種目で、2008年北京オリンピック日本代表（76位）、2009年世界陸上ベルリン大会6位入賞、2003年世界陸上パリ大会10位など。

## 経歴
小学校までは郡山市や原町市（現在の南相馬市）で過ごす。
会津若松市立第四中学校、福島県立会津高等学校、早稲田大学卒業。榊枝広光（順大-日産自動車）は中学校時代の同級生である。また小川博之（国士舘大-日清食品-JALグランドサービス-八千代工業、元サンベルクス陸上部監督、現国士舘大学監督）は中学時代からのライバルであった。
中学から陸上競技部に所属し、中学2年生のとき1500mで全国優勝を果たす。ほかにジュニアオリンピックで中2（2000m）、中3（3000m）と2連覇を果たしている。。高校は長距離の強豪・田村高への進学を希望していたが両親の勧めにより会津高へ進学。希望した進学先でなかったことなどもあり、一時期は不登校に陥ったが2年時にインターハイ、国体5000m5位、3年時にインターハイ5000m5位などの実績を残す。
早稲田大学では1年から三大駅伝に出場するなど活躍、3年時にはびわ湖毎日マラソンで当時の学生最高記録を樹立した。4年時には長距離ブロック長に就任し、関東インカレ、日本インカレでも活躍したがその後オーバートレーニングに陥り駅伝シーズンを欠場。チームは箱根駅伝で10位に終わりシード権を失った。
早稲田大学競走部の先輩であり中国電力陸上競技部監督の坂口泰から「一緒にマラソンで世界を目指そう」と熱心な勧誘を受け、早大卒業後は中国電力に入社し、陸上競技部に所属する。2002年には世界ハーフマラソン(ベルギー)で1時間01分37秒で8位。2003年には世界陸上パリ大会に出場する。
2004年、元日の第48回全日本実業団対抗駅伝競走大会では5区で、先頭を走る4連覇を狙うコニカミノルタの松宮祐行を逆転し、首位に立ち区間賞を獲得、中国電力の初優勝に貢献、3年後の第51回全日本実業団対抗駅伝競走大会でも5区で先頭を走る日清食品の大島健太との2分17秒差を逆転し区間賞を獲得、中国電力2度目の優勝に貢献した。
2007年7月、女子800m日本記録保持者(当時)の杉森美保（当時の所属はナチュリル）と結婚。
2007年10月14日、世界ロードランニング（現在の世界ハーフマラソン）選手権大会（イタリア・ウーディネ）に出場。8位入賞には僅か1秒及ばず総合9位に留まるも、当時の日本記録（男子）である1時間0分25秒を樹立した。
2007年12月2日、第61回福岡国際マラソンにて日本勢トップ、日本歴代4位、自己最高記録の2時間07分13秒で3位入賞。優勝は後に北京オリンピックの男子マラソンで金メダルを獲得したサムエル・ワンジルであった。
2008年3月10日、北京オリンピックの男子マラソン日本代表に選出される。その後、走り込みの時期に腸炎を患い一時練習出来なくなる等、レース前の調整に失敗。同五輪マラソンへ強行出場するも、先頭集団のハイペースな展開に全く付いて行けず、レース序盤で早々脱落。一時は途中棄権も危惧されるほどペースダウンしたが、最終的には完走した選手では最下位（76位）でゴールした。
2009年8月、世界陸上ベルリン大会の男子マラソンでは、レース中盤は14位前後だったが終盤に追い上げ、日本男子で最高順位となる6位入賞と健闘した（マラソン団体戦で日本代表は銅メダル獲得）。
2010年元日、第54回全日本実業団対抗駅伝競走大会では4区（22.3 km）を1時間03分11秒で走り今井正人・堺晃一以下を抑え区間賞を獲得した。
2012年3月のびわ湖毎日マラソンに出走予定だったが、同年2月に痛めた左太もも裏の筋膜炎が回復せず欠場。これにより同年8月開催のロンドンオリンピック男子マラソン代表選出が消滅、北京五輪に続く二大会連続のオリンピック代表はならなかった。同年5月1日付で中国電力を休職し出生地の会津坂下町に活動拠点を移す。
2013年12月1日、福岡国際マラソンが現役最後のレースとなる。怪我が重なり練習が詰めず佐藤曰く「目標は完走」で出場、6年前の同マラソンから25分以上遅れ、2時間33分台ながらも無事ゴールを果たした。
現役引退後の2014年2月2日、京セラ女子陸上競技部監督の就任が報道された。2014年4月1日で正式に監督に就任。なお、妻の美保も同時にコーチに就任した。
2020年8月31日付けで京セラ女子陸上競技部監督を辞任した。同時に妻の美保もコーチを辞任した。
2022年1月、中国電力に再入社し、陸上競技部ヘッドコーチに就任。
2024年1月、中国電力陸上競技部監督に昇格。

## 人物
走りのためになると思ったことは全て実行し、エレベーターやエスカレーターはもとより、自転車にも乗らないなど徹底している。かつて「走る修行僧」と呼ばれていた瀬古利彦は『本当の修行僧は佐藤敦之だ。』と評した。
そんな自他共に認めるストイックさが逆に災いし、自らを追い込みすぎるあまり、過緊張によって力みが生じ失速するレースが一時続いた。しかし結婚を期にゆとりが生まれ、2007年後半の好成績に繋がったという。
人や物への感謝の気持ちを大切にしており、レースでゴールした直後、そのトラック（コース）や観客に対して四方に深々と一礼する、礼儀正しい選手。北京五輪男子マラソンでは最下位だったものの、ゴール後いつもと同じように観客に向かってお辞儀をすると、北京の観客からは佐藤に対して大きな拍手が送られた。また早稲田大学時代には、割り箸の再使用をチームメイトに勧めていたこともある。
また一時期「微笑み走法」を用いていたことでも知られるが、坂口泰監督に怒られたこともあり、その後封印している。だが、2009年の世界陸上ベルリン大会男子マラソンで6位入賞を果たした佐藤は、レース終盤に入ると徐々に笑顔を浮かべて走り続け、最後はガッツポーズのパフォーマンスも見せながらゴールした。
無類の日本酒好きである。

## 主な実績
- 1991年 - 全日本中学校陸上競技大会1年1500mで9位
- 1992年 - 全日本中学校陸上競技大会2年1500mで優勝
- 1993年 - 全日本中学校陸上競技大会1500mで2位、3000mで2位
- 1995年 - 全国高等学校総合体育大会5000mで5位（14分17秒70）
- 1996年 - 全国高等学校総合体育大会5000mで5位（14分27秒51）
- 2000年 - 初マラソンだった第55回びわ湖毎日マラソンで4位（2時間9分50秒、当時の日本学生記録を更新）
- 2003年 - 世界陸上パリ大会のマラソンで10位
- 2007年 - 10月14日 イタリアのウディネにて男子ハーフマラソンの日本記録を更新して9位
- 2007年 - 12月2日 第61回福岡国際マラソンで日本歴代4位の2時間7分13秒で日本人最高の3位
- 2008年 - 8月24日 北京五輪の男子マラソンで2時間41分8秒の76位
- 2009年 - 8月22日 世界陸上ベルリン大会の男子マラソンで2時間12分5秒で日本人最高の6位入賞
- 2013年 - 12月1日 第67回福岡国際マラソンでラストラン、142位で完走

## 自己記録
- 5000m : 13分33秒62
- 10000m : 27分56秒86
- ハーフマラソン : 1時間0分25秒
- フルマラソン : 2時間7分13秒

## マラソン全成績
| 年月       | 大会                 | 順位  | 記録          | 備考                                   |
| ---------- | -------------------- | ----- | ------------- | -------------------------------------- |
| 2000年3月  | びわ湖毎日マラソン   | 4位   | 2時間09分50秒 | 初マラソン、当時大学生マラソン最高記録 |
| 2001年12月 | 福岡国際マラソン     | 11位  | 2時間14分41秒 |                                        |
| 2003年3月  | びわ湖毎日マラソン   | 5位   | 2時間08分50秒 |                                        |
| 2003年8月  | 世界陸上パリ大会     | 10位  | 2時間10分38秒 | 団体戦日本男子金メダル獲得             |
| 2004年3月  | びわ湖毎日マラソン   | 4位   | 2時間08分36秒 |                                        |
| 2005年10月 | シカゴマラソン       | 16位  | 2時間19分44秒 |                                        |
| 2006年3月  | びわ湖毎日マラソン   | DNF   | 途中棄権      |                                        |
| 2007年2月  | 別府大分毎日マラソン | 2位   | 2時間11分16秒 |                                        |
| 2007年12月 | 福岡国際マラソン     | 3位   | 2時間07分13秒 | 自己最高記録、日本男子歴代4位          |
| 2008年8月  | 北京オリンピック     | 76位  | 2時間41分8秒  | 全完走者で最下位                       |
| 2009年4月  | ロンドンマラソン     | 8位   | 2時間09分16秒 |                                        |
| 2009年8月  | 世界陸上ベルリン大会 | 6位   | 2時間12分05秒 | 団体戦日本男子銅メダル獲得             |
| 2010年2月  | 東京マラソン2010     | 3位   | 2時間12分35秒 |                                        |
| 2011年10月 | シカゴマラソン       | DNF   | 途中棄権      |                                        |
| 2012年11月 | 大阪マラソン2012     | 3位   | 2時間16分28秒 |                                        |
| 2013年12月 | 福岡国際マラソン     | 142位 | 2時間33分00秒 | 現役ラストラン                         |